# Synagoge (Zakopane)
Die gemauerte Synagoge (poln. Synagoga w Zakopanem auch Synagoga Regielhaupta) wurde 1937 im Zentrum von Zakopane an der Kościeliska-Straße gegenüber dem Alten Ehrenfriedhof und der Alten Marienkirche von Regielhaupt im Stil der Moderne erbaut. 
Die Synagoge besaß eine Kuppel aus Stahl und Glas, die den Innenraum mit Tageslicht flutete. Daneben gab es auch eine ältere hölzerne Synagoge in Zakopane an der Straße ulica Szkolna. Nach dem deutschen Überfall auf Polen wurden beide Synagogen und der Jüdische Friedhof von den Besatzern zerstört. Der jüdische Friedhof wurde 2004 restauriert.